# Don Letts
Don Letts (* 10. ledna 1956 Londýn) je britský režisér a hudebník. Jeho první film The Punk Rock Movie, natočený v roce 1978, zachycoval záznamy z koncertů různých punkových skupin, jako například Siouxsie and the Banshees, Generation X, Wayne County & the Electric Chairs a The Clash. Později natočil řadu dalších dokumentárních filmů, jako například Punk jako životní postoj z roku 2005, a je také režisérem hudebních videoklipů. Jako hudebník vystupuje se skupinou Big Audio Dynamite. V roce 2006 vyšla jeho autobiografie Culture Clash: Dread Meets Punk Rockers.